# Liste des médaillés olympiques en luge
Liste présentant les médaillés olympiques en luge.

## Compétitions masculines

### Individuel
| Édition                                | Or                      | Argent                  | Bronze                    |
| -------------------------------------- | ----------------------- | ----------------------- | ------------------------- |
| Innsbruck 1964                         | Thomas Köhler (EUA)     | Klaus Bonsack (EUA)     | Hans Plenk (EUA)          |
| Grenoble 1968                          | Manfred Schmid (AUT)    | Thomas Köhler (RDA)     | Klaus Bonsack (RDA)       |
| Sapporo 1972                           | Wolfgang Scheidel (RDA) | Harald Ehrig (RDA)      | Wolfram Fiedler (RDA)     |
| Innsbruck 1976                         | Detlef Günther (RDA)    | Josef Fendt (RFA)       | Hans Rinn (RDA)           |
| Lake Placid 1980                       | Bernhard Glass (RDA)    | Paul Hildgartner (ITA)  | Anton Winkler (RFA)       |
| Sarajevo 1984                          | Paul Hildgartner (ITA)  | Sergey Danilin (URS)    | Valery Dudin (URS)        |
| Calgary 1988                           | Jens Müller (RDA)       | Georg Hackl (RFA)       | Iouri Khartchenko (URS)   |
| Albertville 1992                       | Georg Hackl (GER)       | Markus Prock (AUT)      | Markus Schmidt (AUT)      |
| Lillehammer 1994                       | Georg Hackl (GER)       | Markus Prock (AUT)      | Armin Zöggeler (ITA)      |
| Nagano 1998                            | Georg Hackl (GER)       | Armin Zöggeler (ITA)    | Jens Müller (GER)         |
| Salt Lake City 2002                    | Armin Zöggeler (ITA)    | Georg Hackl (GER)       | Markus Prock (AUT)        |
| Turin 2006                             | Armin Zöggeler (ITA)    | Albert Demtchenko (RUS) | Mārtiņš Rubenis (LAT)     |
| Vancouver 2010                         | Felix Loch (GER)        | David Möller (GER)      | Armin Zöggeler (ITA)      |
| Sotchi 2014 (Résultats détaillés)      | Felix Loch (GER)        | Albert Demtchenko (RUS) | Armin Zöggeler (ITA)      |
| Pyeongchang 2018 (Résultats détaillés) | David Gleirscher (AUT)  | Chris Mazdzer (USA)     | Johannes Ludwig (GER)     |
| Pékin 2022 (Résultats détaillés)       | Johannes Ludwig (GER)   | Wolfgang Kindl (AUT)    | Dominik Fischnaller (ITA) |

### Duo
| Édition                                | Or                                                                                        | Argent                                               | Bronze                                                 |
| -------------------------------------- | ----------------------------------------------------------------------------------------- | ---------------------------------------------------- | ------------------------------------------------------ |
| Innsbruck 1964                         | Autriche Josef Feistmantl Manfred Stengl                                                  | Autriche Reinhold Senn Helmut Thaler                 | Italie Walter Außerdorfer Sigisfredo Mair              |
| Grenoble 1968                          | Allemagne de l'Est Klaus Bonsack Thomas Köhler                                            | Autriche Manfred Schmid Ewald Walch                  | Allemagne de l'Ouest Wolfgang Winkler Fritz Nachmann   |
| Sapporo 1972                           | Allemagne de l'Est Horst Hörnlein Reinhard Bredow Italie Paul Hildgartner Walter Plaikner | -                                                    | Allemagne de l'Est Klaus Bonsack Wolfram Fiedler       |
| Innsbruck 1976                         | Allemagne de l'Est Hans Rinn Norbert Hahn                                                 | Allemagne de l'Ouest Hans Brandner Balthasar Schwarm | Autriche Rudolf Schmid Franz Schachner                 |
| Lake Placid 1980                       | Allemagne de l'Est Hans Rinn Norbert Hahn                                                 | Italie Peter Gschnitzer Karl Brunner                 | Autriche Georg Fluckinger Karl Schrott                 |
| Sarajevo 1984                          | Allemagne de l'Ouest Hans Stangassinger Franz Wembacher                                   | Union soviétique Evgeni Belousov Aleksandr Beliakov  | Allemagne de l'Est Jörg Hoffmann Jochen Pietzsch       |
| Calgary 1988                           | Allemagne de l'Est Jörg Hoffmann Jochen Pietzsch                                          | Allemagne de l'Est Stefan Krauße Jan Behrendt        | Allemagne de l'Ouest Thomas Schwab Wolfgang Staudinger |
| Albertville 1992                       | Allemagne Stefan Krauße Jan Behrendt                                                      | Allemagne Yves Mankel Thomas Rudolph                 | Italie Hansjörg Raffl Norbert Huber                    |
| Lillehammer 1994                       | Italie Kurt Brugger Wilfried Huber                                                        | Italie Hansjörg Raffl Norbert Huber                  | Allemagne Stefan Krauße Jan Behrendt                   |
| Nagano 1998                            | Allemagne Stefan Krauße Jan Behrendt                                                      | États-Unis Chris Thorpe Gordy Sheer                  | États-Unis Mark Grimmette Brian Martin                 |
| Salt Lake City 2002                    | Allemagne Patric Leitner Alexander Resch                                                  | États-Unis Mark Grimmette Brian Martin               | États-Unis Chris Thorpe Clay Ives                      |
| Turin 2006                             | Autriche Andreas Linger Wolfgang Linger                                                   | Allemagne André Florschütz Torsten Wustlich          | Italie Gerhard Plankensteiner Oswald Haselrieder       |
| Vancouver 2010                         | Autriche Andreas Linger Wolfgang Linger                                                   | Lettonie Andris Šics Juris Šics                      | Allemagne Patric Leitner Alexander Resch               |
| Sotchi 2014 (Résultats détaillés)      | Allemagne Tobias Wendl Tobias Arlt                                                        | Autriche Andreas Linger Wolfgang Linger              | Lettonie Andris Šics Juris Šics                        |
| Pyeongchang 2018 (Résultats détaillés) | Allemagne Tobias Wendl Tobias Arlt                                                        | Autriche Peter Penz Georg Fischler                   | Allemagne Toni Eggert Sascha Benecken                  |
| Pékin 2022 (Résultats détaillés)       | Allemagne Tobias Wendl Tobias Arlt                                                        | Allemagne Toni Eggert Sascha Benecken                | Autriche Thomas Steu Lorenz Koller                     |

## Compétitions féminines

### Individuel
| Édition                                | Or                            | Argent                        | Bronze                        |
| -------------------------------------- | ----------------------------- | ----------------------------- | ----------------------------- |
| Innsbruck 1964                         | Ortrun Enderlein (EUA)        | Ilse Geisler (EUA)            | Helene Thurner (AUT)          |
| Grenoble 1968                          | Erika Lechner (ITA)           | Christa Schmuck (RFA)         | Angelika Dünhaupt (RFA)       |
| Sapporo 1972                           | Anna-Maria Müller (RDA)       | Ute Rührold (RDA)             | Margit Schumann (RDA)         |
| Innsbruck 1976                         | Margit Schumann (RDA)         | Ute Rührold (RDA)             | Elisabeth Demleitner (RFA)    |
| Lake Placid 1980                       | Vera Zozuļa (URS)             | Melitta Sollmann (RDA)        | Ingrīda Amantova (URS)        |
| Sarajevo 1984                          | Steffi Martin (RDA)           | Bettina Schmidt (RDA)         | Ute Weiss (RDA)               |
| Calgary 1988                           | Steffi Walter (RDA)           | Ute Oberhoffner (RDA)         | Cerstin Schmidt (RDA)         |
| Albertville 1992                       | Doris Neuner (AUT)            | Angelika Neuner (AUT)         | Susi Erdmann (GER)            |
| Lillehammer 1994                       | Gerda Weissensteiner (ITA)    | Susi Erdmann (GER)            | Andrea Tagwerker (AUT)        |
| Nagano 1998                            | Silke Kraushaar-Pielach (GER) | Barbara Niedernhuber (GER)    | Angelika Neuner (AUT)         |
| Salt Lake City 2002                    | Sylke Otto (GER)              | Barbara Niedernhuber (GER)    | Silke Kraushaar-Pielach (GER) |
| Turin 2006                             | Sylke Otto (GER)              | Silke Kraushaar-Pielach (GER) | Tatjana Hüfner (GER)          |
| Vancouver 2010                         | Tatjana Hüfner (GER)          | Nina Reithmayer (AUT)         | Natalie Geisenberger (GER)    |
| Sotchi 2014 (Résultats détaillés)      | Natalie Geisenberger (GER)    | Tatjana Hüfner (GER)          | Erin Hamlin (USA)             |
| Pyeongchang 2018 (Résultats détaillés) | Natalie Geisenberger (GER)    | Dajana Eitberger (GER)        | Alex Gough (CAN)              |
| Pékin 2022 (Résultats détaillés)       | Natalie Geisenberger (GER)    | Anna Berreiter (GER)          | Tatiana Ivanova (ROC)         |

## Compétitions mixtes

### Relais par équipes
| Édition                                | Or                                                                      | Argent                                                                        | Bronze                                                             |
| -------------------------------------- | ----------------------------------------------------------------------- | ----------------------------------------------------------------------------- | ------------------------------------------------------------------ |
| Sotchi 2014 (Résultats détaillés)      | Allemagne Tobias Arlt Natalie Geisenberger Felix Loch Tobias Wendl      | Russie Vladislav Antonov Albert Demtchenko Aleksandr Denisyev Tatiana Ivanova | Lettonie Mārtiņš Rubenis Andris Šics Juris Šics Elīza Tīruma       |
| Pyeongchang 2018 (Résultats détaillés) | Allemagne Tobias Arlt Natalie Geisenberger Johannes Ludwig Tobias Wendl | Canada Samuel Edney Alex Gough Justin Snith Tristan Walker                    | Autriche Madeleine Egle Georg Fischler David Gleirscher Peter Penz |
| Pékin 2022 (Résultats détaillés)       | Allemagne Tobias Arlt Natalie Geisenberger Johannes Ludwig Tobias Wendl | Autriche Madeleine Egle Wolfgang Kindl Thomas Steu Lorenz Koller              | Lettonie Elīza Tīruma Kristers Aparjods Mārtiņš Bots Roberts Plūme |

## Athlètes les plus médaillés
Liste des athlètes ayant gagné au moins deux médailles en luge aux Jeux olympiques d'hiver 

### Hommes
| Athlète          | Pays                           | Éditions  | Or | Argent | Bronze | Total |
| ---------------- | ------------------------------ | --------- | -- | ------ | ------ | ----- |
| Armin Zöggeler   | Italie                         | 1994–2014 | 2  | 1      | 3      | 6     |
| Georg Hackl      | Allemagne de l'Ouest Allemagne | 1988–2002 | 3  | 2      | 0      | 5     |
| Tobias Arlt      | Allemagne                      | 2014-2018 | 4  | 0      | 0      | 4     |
| Tobias Wendl     | Allemagne                      | 2014-2018 | 4  | 0      | 0      | 4     |
| Stefan Krausse   | Allemagne de l'Est Allemagne   | 1988–1998 | 2  | 1      | 1      | 4     |
| Jan Behrendt     | Allemagne de l'Est Allemagne   | 1988–1998 | 2  | 1      | 1      | 4     |
| Klaus Bonsack    | Équipe unifiée d’Allemagne     | 1964–1972 | 1  | 1      | 2      | 4     |
| Felix Loch       | Allemagne                      | 2010–2014 | 3  | 0      | 0      | 3     |
| Thomas Köhler    | Équipe unifiée d’Allemagne     | 1964–1968 | 2  | 1      | 0      | 3     |
| Paul Hildgartner | Italie                         | 1972–1984 | 2  | 1      | 0      | 3     |
| Andreas Linger   | Autriche                       | 2006–2014 | 2  | 1      | 0      | 3     |
| Wolfgang Linger  | Autriche                       | 2006–2014 | 2  | 1      | 0      | 3     |
| Albert Demchenko | Russie                         | 2006–2014 | 0  | 3      | 0      | 3     |
| Markus Prock     | Autriche                       | 1992–2002 | 0  | 2      | 1      | 3     |
| Andris Šics      | Lettonie                       | 2010–2014 | 0  | 1      | 2      | 3     |
| Juris Šics       | Lettonie                       | 2010–2014 | 0  | 1      | 2      | 3     |
| Hans Rinn        | Allemagne de l'Est             | 1976–1980 | 2  | 0      | 0      | 2     |
| Norbert Hahn     | Allemagne de l'Est             | 1976–1980 | 2  | 0      | 0      | 2     |
| Jörg Hoffmann    | Allemagne de l'Est             | 1984–1988 | 1  | 0      | 1      | 2     |
| Jochen Pietzsch  | Allemagne de l'Est             | 1984–1988 | 1  | 0      | 1      | 2     |
| Jens Müller      | Allemagne de l'Est Allemagne   | 1988–1998 | 1  | 0      | 1      | 2     |
| Patric Leitner   | Allemagne                      | 2002–2010 | 1  | 0      | 1      | 2     |
| Alexander Resch  | Allemagne                      | 2002–2010 | 1  | 0      | 1      | 2     |
| David Gleirscher | Autriche                       | 2018      | 1  | 0      | 1      | 2     |
| Johannes Ludwig  | Allemagne                      | 2018      | 1  | 0      | 1      | 2     |
| Hansjörg Raffl   | Italie                         | 1992–1994 | 0  | 1      | 1      | 2     |
| Norbert Huber    | Italie                         | 1992–1994 | 0  | 1      | 1      | 2     |
| Chris Thorpe     | États-Unis                     | 1998–2002 | 0  | 1      | 1      | 2     |
| Mark Grimmette   | États-Unis                     | 1998–2002 | 0  | 1      | 1      | 2     |
| Brian Martin     | États-Unis                     | 1998–2002 | 0  | 1      | 1      | 2     |
| Peter Penz       | Autriche                       | 2018      | 0  | 1      | 1      | 2     |
| Georg Fischler   | Autriche                       | 2018      | 0  | 1      | 1      | 2     |
| Mārtiņš Rubenis  | Lettonie                       | 2006-2014 | 0  | 0      | 2      | 2     |

### Femmes
| Athlète              | Pays               | Éditions  | Or | Argent | Bronze | Total |
| -------------------- | ------------------ | --------- | -- | ------ | ------ | ----- |
| Natalie Geisenberger | Allemagne          | 2010–2018 | 4  | 0      | 1      | 5     |
| Silke Kraushaar      | Allemagne          | 1998–2006 | 1  | 1      | 1      | 3     |
| Tatjana Hüfner       | Allemagne          | 2006–2014 | 1  | 1      | 1      | 3     |
| Steffi Martin        | Allemagne de l'Est | 1984–1988 | 2  | 0      | 0      | 2     |
| Sylke Otto           | Allemagne          | 2002–2006 | 2  | 0      | 0      | 2     |
| Margit Schumann      | Allemagne de l'Est | 1972–1976 | 1  | 0      | 1      | 2     |
| Ute Rührold          | Allemagne de l'Est | 1972–1976 | 0  | 2      | 0      | 2     |
| Barbara Niedernhuber | Allemagne          | 1998–2002 | 0  | 2      | 0      | 2     |
| Susi Erdmann         | Allemagne          | 1992–1994 | 0  | 1      | 1      | 2     |
| Angelika Neuner      | Autriche           | 1992–1998 | 0  | 1      | 1      | 2     |
| Alex Gough           | Canada             | 2018      | 0  | 1      | 1      | 2     |